# پاپاراتزی (فیلم)
پاپاراتزی (ایتالیایی: Paparazzi) یک فیلم کمدی ایتالیایی به کارگردانی نری پارنتی است که در سال ۱۹۹۸ منتشر شد.

## بازیگران
- کریستین دسیکا
- کلاودیو لیپی
- دیگو آباتانتوئونو
- روبرتو برونتی
- نینو دآنجلو
- باربارا کیاپینی
- اوگو کنتی
- ماسیمو بولدی
- روبرتو فارنزی
- ایلا وبر